# Violeta Giménez Niñoles
Violeta Giménez Niñoles (Alacant, 12 de setembre de 1978) és una exgimnasta rítmica i acrobàtica valenciana que va competir en la selecció nacional de gimnàstica rítmica d'Espanya. En l'actualitat és directora del Club de Gimnàstica Acrobàtica Dinamic de Manises.

## Biografia esportiva

### Inicis

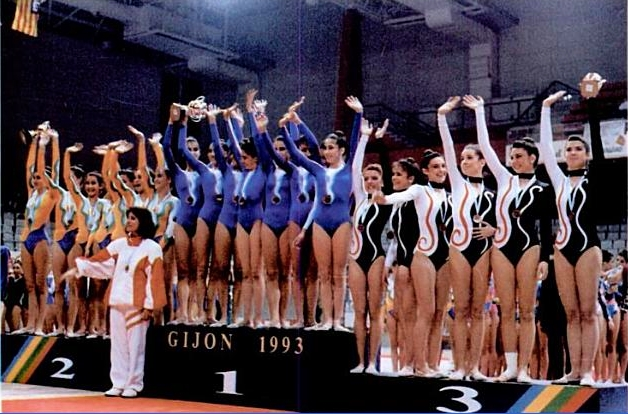
Club Atlètic Montemar (esq.) a Gijón (1993).

Es va iniciar en la gimnàstica rítmica amb 5 anys a les escoles esportives municipals de Sant Joan d'Alacant. Amb 7 anys va passar al C.D. Jesús María d'Alacant, i en 1993, al Club Atlético Montemar. En 1992 va ser sisena en el Campionat d'Espanya de Conjunts en categoria júnior amb l'exercici de 6 cèrcols integrant el C.D. Jesús María. En 1993, ja en el Montemar, va ser cinquena en categoria juvenil individual en el Campionat d'Espanya Individual «B» de València, i al desembre d'aquest mateix any va aconseguir la medalla de plata en la general i dues medalles d'or en les finals per aparells (la de 6 cordes i la de 4 cèrcols i 4 maces) amb el conjunt de primera categoria en el Campionat d'Espanya de Conjunts, celebrat a Gijón. Aquest conjunt montemarí estava integrat per Violeta, Marta Baldó, Noelia Fernández (capitana), Estela Giménez, Perills Piñero, Jéssica Salido i Montserrat Soria, algunes de les quals van ser components de la selecció espanyola.

### Etapa en la selecció nacional de gimnàstica rítmica

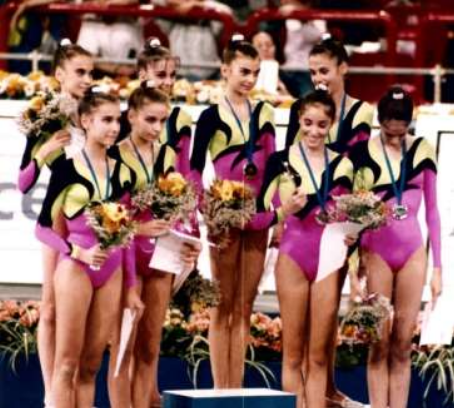
Violeta (a baix a l'esq.) amb la plata en el podi de la general del Mundial de París (1994).

En 1994 va ser escollida per la seleccionadora Emilia Boneva al costat de la seua amiga Estela Giménez per entrar en la selecció nacional de gimnàstica rítmica d'Espanya en la modalitat de conjunts, en la qual va romandre tot l'any. Durant aquest temps va conviure amb la resta de les components de l'equip en un xalet en Canillejas i va entrenar en el Gimnàs Moscardó una mitjana de 8 hores diàries a les ordres de la pròpia Emilia Boneva i de María Fernández Ostolaza.
Per a aquest any 1994, els dos exercicis del conjunt van ser el de 6 cordes, on es va usar com a música la banda sonora de The Addams Family, composta per Marc Shaiman, i el de 4 cèrcols i 4 maces, que va utilitzar el tema «Fúria espanyola». A l'octubre de 1994, encara que com a gimnasta suplent en els dos exercicis, va participar per primera vegada en una competició internacional, en disputar el Campionat del Món de París, aconseguint la medalla de plata en el concurs general i dues medalles de bronze en la competició de 6 cordes i 4 cèrcols i 4 maces d'aquest esdeveniment. En els dos primers dies de competició va tenir lloc el concurs general, en el qual el conjunt espanyol va obtenir una puntuació total de 38,700, unes 225 mil·lèsimes menys que el conjunt de Rússia, després d'haver aconseguit una nota de 19,350 en cadascun dels dos exercicis. En les dos finals per aparells, disputades l'últim dia, el combinat espanyol va aconseguir sengles tercers llocs, sent superat per Rússia i Bulgària. En la final de 6 cordes va obtenir una puntuació de 19,400 i en la final de 4 cèrcols i 4 maces una nota de 19,325. El conjunt espanyol de gimnàstica rítmica d'aquest any estava integrat també per les gimnastes Marta Baldó, Lorena Barbadillo, Paula Cabo, Estela Giménez, Regina Guati i Amaya Uriondo, amb María Pardo també com a suplent. A més, encara que no van ser convocades aquest any, es trobaven en el conjunt Maider Esparza i Lucía Fernández Haro. A final de temporada es van retirar la majoria d'elles.
Després de deixar l'equip nacional, Violeta es va retirar temporalment després de proclamar-se al desembre de 1994 campiona d'Espanya a Gijón amb el conjunt de primera categoria del Club Atlético Montemar. Aquest conjunt montemarí estava integrat per Violeta, Noelia Fernández, Verónica Lillo, Jéssica Salido, Patricia Simón i Marina Zaragoza. En 1995 va tornar a entrenar i al desembre de 1996 va competir per última vegada proclamant-se campiona d'Espanya amb el conjunt sènior del Montemar.

### Etapa com a gimnasta acrobàtica i direcció del Club Dinamic
Es va retirar de la gimnàstica rítmica definitivament al desembre de 1996. Posteriorment va començar a practicar gimnàstica acrobàtica, disciplina que va conèixer mentre cursava la llicenciatura d'Educació Física a València. El 2004 i 2005 va ser campiona d'Espanya en parelles mixtes de gimnàstica acrobàtica, i va competir en alguns tornejos internacionals amistosos interclubs. També va crear al costat de diverses persones l'associació de temps lliure «Vivevaleke», on va començar a realitzar espectacles, cercaviles i tallers.
En 2006 va ser la fundadora del Club de Gimnàstica Acrobàtica Dinamic de Mislata, encara que des de setembre de 2010 tenen la seua seu a Manises. Des de la seua fundació, és directora del club, sent a més coordinadora de l'equip d'entrenadors de competició. El club ha obtingut bons resultats i nombrosos triomfs en campionats nacionals, arribant alguns dels seus gimnastes a participar en Europeus i Mundials, i aconseguint un bronze en parella masculina en una Copa del Món. A més, Dinamic es dedica també a produir espectacles i esdeveniments de diversa índole, algun dels quals amb Violeta com a integrant. El gener de 2012, Dinamic va guanyar la catorzena edició del programa Tu sí que vals de Telecinco amb un espectacle acrobàtic grupal en el qual va participar ella mateixa. Amb motiu d'aquesta consecució, el club va rebre un premi de 30.000 euros i un contracte per treballar en l'espectacle The Hole a Madrid durant febrer d'aquest any. Des de 2014 i com a part de la companyia Cirque des Sens, Dinamic desenvolupa l'espectacle Aihua, realitzant gires per tot Espanya amb el mateix.
Per 2016, Violeta és a més membre de la Comissió Tècnica de Gimnàstica Acrobàtica de la Real Federació Espanyola de Gimnàstica.

## Palmarés esportiu[calcitació]

### Pel que fa a clubs,
| 1992 - Campionat d'Espanya de Conjunts a Màlaga (amb el C.D. Jesús María) 6é lloc en concurs general (categoria júnior) 1993 - Campionat d'Espanya Individual «B» a València (amb el Club Montemar) 5é lloc en concurs general (categoria juvenil) - Campionat d'Espanya de Conjunts a Gijón Plata en concurs general (primera categoria) Or en 6 cordes Or en 4 cèrcols i 4 maces | 1994 - Campionat d'Espanya de Conjunts a Gijón Or en concurs general (primera categoria) 1996 - Campionat d'Espanya de Conjunts a Alacant Or en concurs general (categoria sènior) |

### Selecció espanyola
| 1994 - Àustria Cup* Or en concurs general - International Group Masters Hannover* Bronze en concurs general - Campionat del Món de París* Plata en concurs general Bronze en 6 cordes Bronze en 4 cèrcols i 4 maces |

*Com a suplent de l'equip en tots dos exercicis